# Alberto Conejero
Alberto Conejero López (Vilches, Jaén, 8 de julio de 1978) es un dramaturgo y poeta español.

## Biografía
Licenciado en Dirección de Escena y Dramaturgia por la Real Escuela Superior de Arte Dramático de Madrid y doctor en Ciencias de las Religiones por la Universidad Complutense de Madrid. Fue profesor de dramaturgia en la ESAD de Valladolid. Actualmente trabaja como dramaturgo, director de escena y traductor de obras teatrales. Desde 2020 es el director Artístico del Festival de Otoño de la Comunidad de Madrid

## Obra
Alberto Conejero es representante de una nueva generación de dramaturgos en la que figuran Alfredo Sanzol, Zo Brinviyer, Lucía Carballal, Esteve Soler, María Velasco, Pablo Messiez o Jordi Casanovas, entre otros. Sus obras se han estrenado en Madrid, Buenos Aires, Londres, Montevideo, Moscú o Atenas.
Habitual de los escenarios alternativos de Madrid (Nave73, La pensión de pulgas) ha producido una obra que habla directamente al espectador de su identidad, de su esencia: escribir teatro es convocar el encuentro con el imaginario de los espectadores. Defensor de los derechos LGTB, la homosexualidad ha sido un tema presente en algunos de sus mejores trabajos. Es el caso de Cliff, inspirado en algunos episodios de la biografía de Montgomery Clift, pero también en su trabajo más conocido: La piedra oscura, pieza en la que aborda la persistencia del ser, tomando como marco de fondo la relación entre Federico García Lorca y el que fuera su último compañero, Rafael Rodríguez Rapún.
Es también traductor y dramaturgista de clásicos griegos y romanos (Homero, Ovidio), pasando por el Siglo de Oro (así, de Shakespeare, Macbeth y La Tempestad) y otros autores o síntesis escénicas más actuales, como el Retablo de peregrinos, montaje creado para Las huellas de La Barraca en 2010, a partir de textos de Lorca, Valle-Inclán y Jacinto Alonso Maluenda.

### Obras teatrales
- Húngaros (2000)
- Cliff (acantilado) (2010)
- Ushuaia (2013)
- La extraña muerte de una cupletista contada por su perro (2014)
- La piedra oscura (2014),[9] actualmente de gira, bajo la dirección de Pablo Messiez (intérpretes: Daniel Grao, Nacho Sánchez).
- Todas las noches de un día (2015)
- Los días de la nieve (2017)
- La geometría del trigo (2018)
- El sueño de la vida: nueva versión (continuación) de Comedia sin título de Federico García Lorca (2019)
- El mar: visión de unos niños que no lo han visto nunca (2022)
- En mitad de tanto fuego (2023)

Su obra teatral comprendida en el periodo de 2010 a 2015 ha sido recogida en una antología, publicada por la editorial Antígona y prologada por José Sanchis Sinisterra, titulada: Teatro 2010-2015 (2017), que incluye una obra inédita titulada La melancolía de las jirafas.

### Novela juvenil
Ha hecho incursión también en la literatura para público juvenil con El libro loco del Quijote (2005) y El beso de Aquiles (2006), publicados en la editorial SM.

### Poesía
- Si descubres un incendio, La bella Varsovia (2016).
- En esta casa, Letraversal (2020).

En el año 2016 editó su primer libro de poesía y en 2020 el segundo libro en Letraversal, editorial malagueña con importantes nombres como Elizabeth Duval o Abel Azcona.

### Dramaturgias y reescrituras
- Macbeth y La Tempestad (2009/2010, Teatro Defondo)

- Rinconete y Cortadillo (2016, Sexpeare Teatro)
- Amor de Don Perlimplín con Belisa en su Jardín (2016, Festival de Otoño a Primavera / Metatarso)
- Proyecto Homero / Odisea (2016) para la Joven Compañía de Teatro Clásico

- Fuenteovejuna (2017) para la Compañía Nacional de Teatro Clásico
- Troyanas (2017, Festival de Teatro Clásico de Mérida)
- Frankenstein
- El otro
- Electra

Algunas de estas reescrituras (Frankenstein, Odisea, Rinconete y Cortadillo, Troyanas, El otro y Electra) han sido publicadas en 2019 en la colección Versiones - Alberto Conejero, editada por Ediciones Antígona y con un prólogo de María Velasco.

## Premios y distinciones
Fue distinguido con el Premio Nacional de Literatura Dramática en 2019 por su obra La geometría del trigo y con el Premio La Barraca a las Artes Escénicas en su duodécima edición. En 2016 en los Premios Max de teatro se alzó con el premio a mejor creación original por La piedra oscura, obra con la que ya se viera galardonado en 2015 con el Premio Ceres y en 2016 el premio José Estruch,además ha ganado el III Certamen de Textos Teatrales de la AAT por Todas las noches de un día. En 2013 recibió el premio Ricardo López Aranda por su texto Ushuaia. En 2010 fue distinguido con el Premio Leopoldo Alas Mínguez de Literatura dramática por Cliff (acantilado). En 2000 recibió el Premio Nacional de Teatro Universitario por Húngaros.